# Ensor (cràter)
Ensor és un cràter d'impacte en el planeta Mercuri de 24,92 km de diàmetre. Porta el nom del pintor belga James Ensor (1860-1949), i el seu nom va ser aprovat per la Unió Astronòmica Internacional el 2013.